# Károlos Papúlias
Dr. Károlos Papúlias (grčki Κάρολος Παπούλιας) (rođen 4. lipnja 1929. – 26. prosinca 2021.), bivši predsjednik Grčke. Prethodno je bio ministar u vladi i parlamentarni zastupnik.

## Životopis
Papúlias je rođen u gradu Ioannini, u sjeverozapadnoj Grčkoj. Studirao je pravo na Sveučilištu u Ateni i Münchenu. Doktorsku titulu iz područja međunarodnog privatnog prava stekao je na Sveučilištu u Kölnu. Papoúlias je suradnik Instituta za jugoistočnu Europu u Münchenu. Osim materinjeg grčkog, govori i njemački, talijanski i francuski.
Papúlias je bio aktivan u pokretu otpora za vrijeme okupacije Grčke u Drugom svjetskom ratu, kao i u borbi protiv vojne hunte Georgiosa Papadopulosa u periodu od 1967. – 1974., kao član Demokratske unije socijalista u progonstvu. Tada je bio redovan suradnik Deutsche Welle programa na grčkom jeziku.
Bio je osnivač Panhelenskog Socijalističkog Pokreta (PASOK) i blizak Andreasu Papandreu. Izabran je za zastupnika u grčkom parlamentu na izborima 1977., 1981., 1985., 1989., 1990., 1993., 1996. i 2000. Bio je član središnjeg odbora PASOK-a i izvršnog biroa političkog tajništva stranke.
Obnašao je nekoliko visokih državnih dužosti:
- Zamjenik ministra vanjskih poslova (1981. – 1984.)
- ministar vanjskih poslova tijekom 1984. i 1985.
- ministar vanjskih poslova (1985. – 1989.)
- zamjenik ministra obrane (1989. – 1990.)
- ministar vanjskih poslova (1993. – 1996.)
- predsjednik države (2005. – 2015.)

Kao bivši prvak u atletici i odbojci, Papoúlias obnaša i dužnost predsjednika Nacionalne sportske organizacije od 1985. godine. Oženjen je Marijom Panou s kojom ima tri kćeri.
U prosincu 2004. premijer Kostas Karamanlis, predsjednik vladajuće Nove Demokracije, i Jorgos Papandreu, vođa opozicije PASOK-a, predložili su Papoúliasa za mjesto predsjednika države. Velikom većinom glasova zastupnika (predsjednika Helenske Republike bira Parlament) izabran je za predsjednika 8. veljače 2005. na vrijeme od pet godina. Prisegnuo je 12. ožujka 2005., zamijenivši Kostisa Stefanopulosa na toj dužnosti. Dužnost predsjednika prestao je obnašati u 13. ožujka 2015. i naslijedio ga je Prokopis Pavlopoulos.